# Мунтенија
Мунтенија или, раније, Велика Влашка (рум. Muntenia, лат. Wallachia Maior) је једна од историјских покрајина Румуније и већи, источни део веће покрајине Влашке. Највећи град и историјско и културно средиште Мунтеније, али и целе данашње Румуније, је град Букурешт.

## Географија
Мунтенија је већи део (2/3) покрајине Влашке, који обухвата њене средишње и источне делове. Од њеног другог дела, Олтеније, дели је на западу река Олт. Река Дунав чини јужну границу (према Бугарској) и источну (према Добруџи), а северну Карпати према Трансилванији. На крајњем североистоку постоји и граница ка румунском делу Молдавије на мањим рекама Сирет и Милков. Данас Мунтенија не постоји као самоуправна јединица, али су управне границе месних жупанија готово истоветне као природне, мада према Олтенији и Молдавији постоје окрузи који залазе у по две румунске покрајине.

## Управна подела и градови
Олтенија обухвата неколико жупанија данашње Румуније:
- Жупаније које су потпуно у Мунтенији:
  - Букурешт
  - Арђеш
  - Браила
  - Бузау
  - Дамбовица
  - Ђурђу
  - Јаломица
  - Калараши
  - Илфов
  - Прахова
- Жупаније које су дијелом у Мунтенији:
  - Олт (источна половина жупаније)
  - Телеорман (готово цела жупанија без јако малог дела на западу)
  - Валча (мањи, источни део жупаније)
  - Вранча (мањи, јужни део жупаније)

Највећи град и историјско и културно средиште Мунтеније, али и целе Румуније, је град Букурешт, који се налази у средишњем делу покрајине. Веома важни градови су и Плојешти и Браила, а потом следе: Питешти, Трговиште, Бузау, Ђурђу.